# Distrito de Soignies
El Distrito de Soignies (en francés: Arrondissement de Soignies; en neerlandés: Arrondissement Zinnik) es uno de los siete distritos administrativos de la Provincia de Henao, Bélgica. Todos los municipios del distrito, excepto la localidad de Lessines, pertenecen al distrito judicial de Mons.

## Lista de municipios
- Braine-le-Comte
- Écaussinnes
- Enghien
- La Louvière
- Le Rœulx
- Lessines
- Silly
- Soignies

- Datos: Q94110